# Vroubenka smrdutá

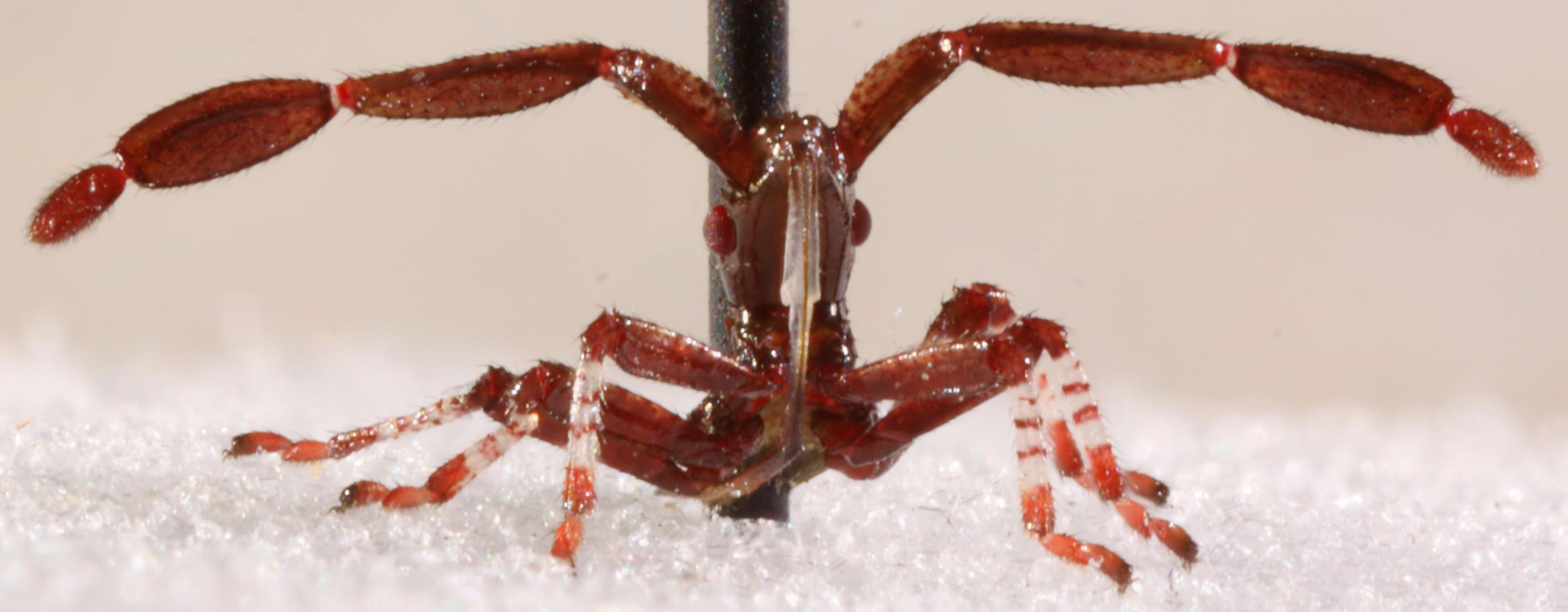
Nově vylíhnutá nymfa Coreus marginatus s poměrně velkými tykadly

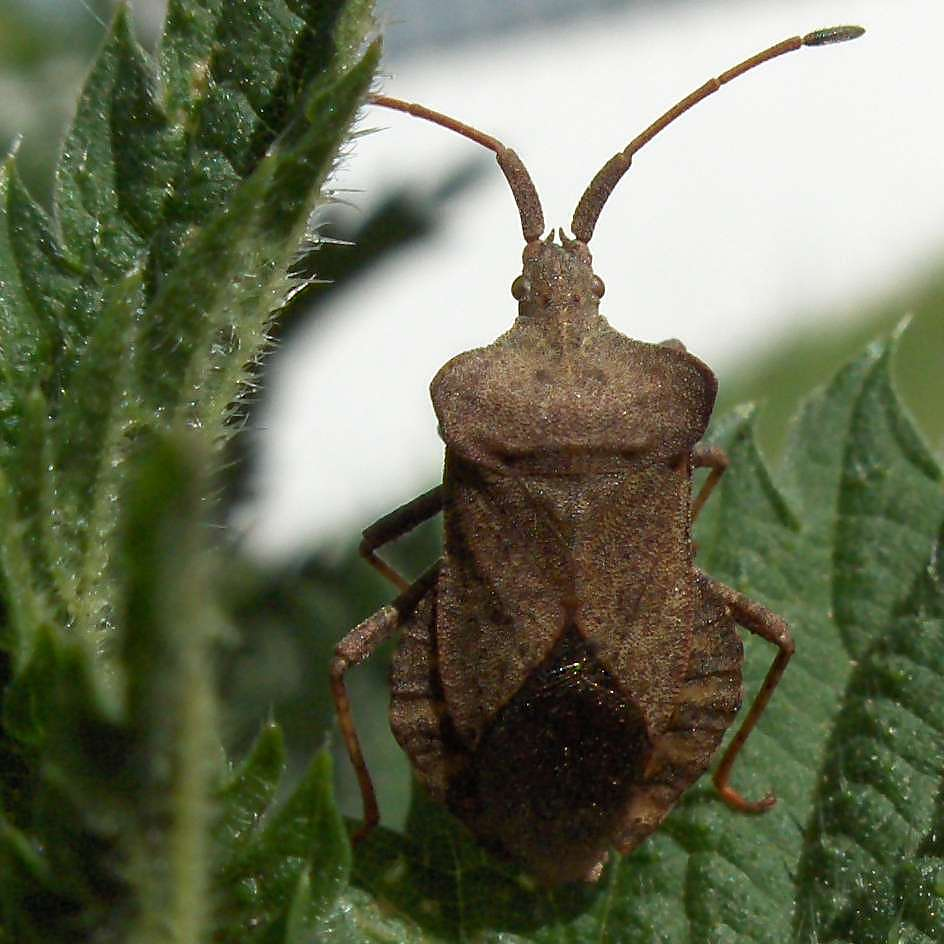
Coreus marginatus má mezi tykadly dva malé výběžky, známé jako tykadlové hrbolky, díky kterým lze odlišit tento druh od jiných podobných druhů

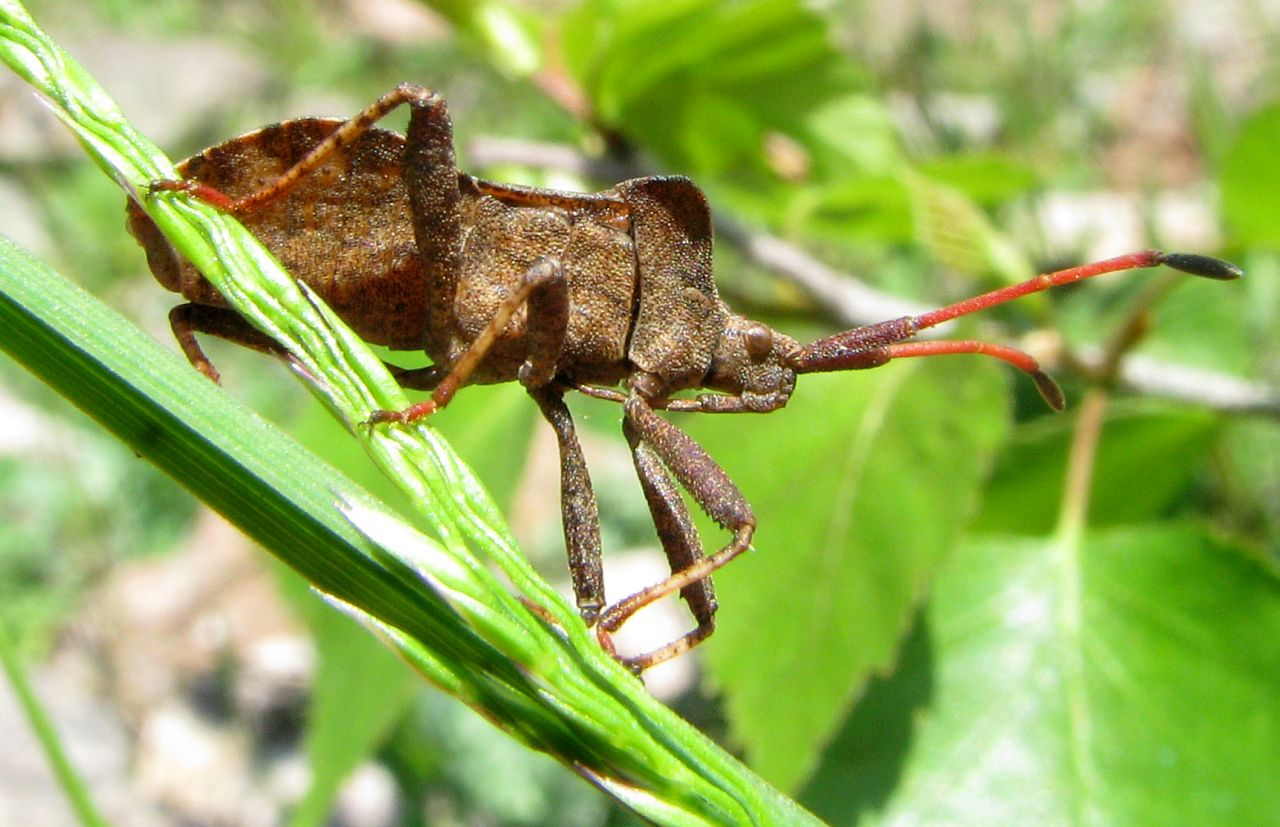
Dospělý Coreus marginatus s velkým sosákem

Vroubenka smrdutá (Coreus marginatus) je ploštice z čeledi vroubenkovitých, vyskytující se v ČR a také v mírném pásmu Eurasie.

## Popis
Tato ploštice je dlouhá asi 1 až 1,6 cm. Barva těla od světle hnědé až do černohnědé. Hlava drobná, ale tykadla jsou dlouhá a silná, červená ve svoji střední části a černá na koncích. Velmi nápadný znak je vějíř vycházející po stranách zadečku. Larvy jsou podobné dospělcům, ale mají oproti tělu delší tykadla a barevně jsou více různorodé.

## Potrava a výskyt
Oblíbenou potravou zejména larev je rdesna a šťovík, kde se živí rostlinnými šťávami. Oblíbená potrava hlavně dospělců je také bobulové ovoce. Vyskytuje se především na loukách a březích vod, v prostředí s vysokou vzdušnou vlhkostí.

## Pach
Při sebeobraně začne silně zapáchat, jejich pach způsobuje vylučování kyseliny hexanové v případě samiček a kyseliny stearové u samečků.

## Život
Rodí se obvykle v pozdním létě, poté nymfa roste a stane se dospělou na podzim, přezimuje a na jaře následujícího roku se spáří, nymfa se svléká celkem 5krát.